# Gabriele Sboarina
Gabriele Ugo Sboarina (Verona, 24 marzo 1935) è un politico italiano.
È stato esponente della Democrazia Cristiana, corrente dorotea, e già parlamentare italiano ed europeo.

## Primi anni
Figlio di un imprenditore, aveva otto fratelli. Nel 1936, fu estratto vivo dalle macerie della propria casa natale, a seguito di un crollo della struttura, per il quale perirono nove persone. Sposatosi, ebbe dalla moglie sei figli. Laureatosi in economia, divenuto insegnante, iniziò giovanissimo la carriera politica nelle file della Democrazia Cristiana, nella corrente dorotea.
Fra la fine degli anni Sessanta e l'inizio degli anni Settanta la sua carriera politica ebbe una decisa accelerazione, portandolo a ruoli di primo piano, sia in ambito prettamente politico che amministrativo, nell'intera provincia veronese. Primo apice della carriera di Sboarina si ha, tuttavia, nel 1972, quando viene eletto Deputato democristiano alla Camera dei deputati, rimanendo in carica fino al 1976.

## Sindaco di Verona
Dal 1980 al 1990, per due mandati, fu sindaco della città di Verona. Durante i suoi mandati, fu fautore di scelte tese allo sviluppo urbanistico e viabilistico della città, al recupero del centro storico e del patrimonio storico artistico della città, nonché alla nascita dell'Università di Verona - rendendo autonome dall'Università di Padova le facoltà già esistenti in città. Ebbe, inoltre, un ruolo di primo piano nella promozione di Verona come sede ospite dei Mondiali di calcio del 1990, consentendo in tal modo l'effettuazione di lavori pubblici che cambiarono nettamente il volto della città scaligera (rifacimento stazione; circonvallazione).
Fu fra i principali fautori della creazione di uno fra i più importanti e discussi impianti di termovalorizzazione del Veneto, strategicamente situato nella zona di Ca' del Bue (ultimato solamente alla fine degli anni Novanta dopo numerose contestazioni), al confine fra i comuni di Verona, San Giovanni Lupatoto e San Martino Buon Albergo. Successivamente è stata messa in discussione la compatibilità economica del suo funzionamento.
Per semplice curiosità, può inoltre ricordarsi come l'enorme stella cometa di acciaio che, durante le feste natalizie, ancor oggi sovrasta l'Arena di Verona e si poggia su piazza Brà sia stata installata, per la prima volta, ai tempi dell'amministrazione Sboarina. Secondo Sboarina, tali scelte si rendevano da un lato indispensabili per garantire il complessivo sviluppo della città di Verona dopo la crisi economico demografica del decennio precedente, e, dall'altro, per ridefinire il ruolo della città all'interno del Veneto e della stessa Italia, facendo divenire la città di Romeo e Giulietta, secondo uno slogan coniato dallo stesso Sboarina, "porta orientale dell'Europa verso il Mediterraneo".

## Parlamentare europeo
Sboarina è stato successivamente eletto deputato europeo alle elezioni del 1989 per la lista della Democrazia Cristiana.
Durante il mandato europeo è stato quindi vicepresidente della Delegazione per le relazioni con i paesi del Mashrek, membro della Commissione per i problemi economici e monetari e la politica industriale e della Delegazione per le relazioni con la Polonia.

## Tangentopoli e il ritiro dalla politica attiva
Si è ritirato dalla politica attiva negli anni Novanta, anche a seguito di un suo coinvolgimento nelle inchieste di "Tangentopoli". Già sfiorato a metà degli anni Ottanta da inchieste relative a presunte corruzioni in materia urbanistica ed alla realizzazione di un centro ortofrutticolo nella zona sud di Verona, nel 1993 Sboarina viene coinvolto in un'inchiesta relativa ad accordi corruttivi inerenti alla costruzione dell'inceneritore di Ca' del Bue.
Un articolo del quotidiano La Repubblica del 5 febbraio 1993, nell'ambito di un'inchiesta sul presunto malaffare veronese in piena Tangentopoli, evidenziava, in particolare, come: "il vecchio sindaco Gabriele Sboarina, che ha retto il Comune negli anni Ottanta, per un intero decennio, insegnante di professione, avrebbe, secondo il settimanale economico Il Mondo, insieme alla sua famiglia, un patrimonio personale di 60 miliardi di lire. Lui stesso, si pettegola in città, avrebbe corretto questa cifra spiegando di arrivare soltanto a 30 miliardi".
Le inchieste relativa a Sboarina si conclusero mediante patteggiamento della pena. Il nome di Sboarina è tornato d'attualità nell'ambito delle inchieste effettuate dal settimanale L'Espresso nel corso dell'anno 2007 in ordine alle indennità pensionistiche degli ex deputati: Sboarina riceve attualmente dallo Stato italiano 3.108,00 Euro lordi al mese per cinque anni di contributi versati in qualità di parlamentare della Repubblica.

## Sboarina e lo sport veronese
Particolare fu il legame che ebbe con il mondo sportivo locale. Durante il mandato di Sboarina, l'Hellas Verona vinse infatti lo storico scudetto del 1985, facendo sì che tutt'oggi Sboarina venga ricordato, nel capoluogo scaligero, come il "Sindaco dello scudetto", anche per la sua abitudine di seguire le partite della squadra allo stadio Bentegodi, assieme ai tifosi ed alla gente comune.
Il rapporto con la squadra locale e con i suoi dirigenti fu molto stretto, mentre Sboarina non legò mai con Osvaldo Bagnoli, allenatore dell'Hellas scudettato. Come ebbe a dire lo stesso Sboarina in un'intervista a Gianni Mura nel 1985: "A me Bagnoli fa paura. Penso non abbia amicizia nei miei confronti, o forse io non riesco a dimostrargli la mia. Eppure c'è solo un anno di differenza... Eppure sono molto amico degli ex gialloblù suoi amici: loro con lui scherzano, io mi ci trovo a tavola e lui non mi risponde o guarda nel piatto".
Non meno incisiva fu la sua vicinanza alla locale squadra di basket. Per alcuni, lo stretto rapporto con lo sport locale era espressivo di un'autentica sensibilità (molto vicina al sentire popolare veronese, caratterizzato da un forte campanilismo, che si manifesta anche in ambito sportivo); per altri, la presenza di Sboarina allo stadio era funzionale a consolidare la propria immagine, cogliendo il profondo legame sussistente fra consenso politico e sport.

## "Re Lele"... "Sboarina che sta in Brà"
Ancora oggi, nella città di Verona, Sboarina è ricordato in maniera ambivalente. Per alcuni, egli fu un autentico innovatore, capace di slanci progettuali mai più seguiti dai propri successori, specie nella promozione della centralità del capoluogo scaligero nell'Italia settentrionale. Per altri egli fu, all'opposto, il tipico esempio di politico democristiano da "Prima Repubblica", dedito più alla cura di interessi privati, o di lobby, che all'interesse generale, per di più tanto potente, negli anni d'oro, da guadagnarsi il non benevolo soprannome di "re Lele".
Gli venne in particolare contestato di fare gli esclusivi interessi degli industriali locali o di speculatori edilizi, sacrificando al massiccio sviluppo economico della città altri interessi contrapposti e parimenti meritevoli di effettiva tutela, primi fra tutti quelli di carattere ambientale, paesaggistico, urbanistico. Non è mai stata provata, invece, la sua adesione all'Opus Dei, a cui si è frequentemente fatta allusione. Le stesse vicende relative alla localizzazione dell'impianto di termovalorizzazione di Ca' del Bue, come pure il suo coinvolgimento nelle vicende di Mani pulite e Tangentopoli, sono indicative di una traiettoria politica quantomeno discussa, impedendo ai notisti politici ed agli storici locali di formulare un equilibrato giudizio su Sboarina.
Soprattutto nei primi anni Novanta, in piena esplosione dell'inchiesta Mani Pulite, la figura di Sboarina fu al centro di aneddoti popolari che mettevano in luce tanto il potere di "re Lele" quanto le sue derive: venne criticato un suo viaggio istituzionale a Parigi (simboleggiando la tendenza a scialare denaro pubblico), venne contestata la sua ostilità alle piste ciclabili (simboleggiando la sua vicinanza agli interessi di speculatori ed imprenditori edili), vennero descritte in maniera comica le sue trasferte a seguito dell'Hellas Verona (a Brescia fu seriamente danneggiata dagli ultras locali la sua auto targata VR, e la polizia lo salvò da un possibile linciaggio ad opera dei tifosi bresciani).
A prescindere da giudizi di carattere storico, va riconosciuto come Sboarina sia stato, nel bene e nel male, uno dei personaggi politici più popolari nella Verona del secondo Novecento, oltre che il Sindaco più noto nella storia recente della città scaligera, per lo meno sino al più recente insediamento di Flavio Tosi.
La figura di Sboarina appare, invece, sostanzialmente ignota alle cronache ed alle vicende politiche nazionali: a differenza di altri politici veneti con ruoli di primo piano fra gli anni Settanta e Ottanta (Mariano Rumor, Antonio Bisaglia, Carlo Bernini, Carlo Fracanzani, Gianni De Michelis) Sboarina rimase strettamente legato alle vicende della propria città e provincia, senza mai ascendere a ruoli politici di primo piano in ambito nazionale.
In quest'ottica, la frequente allusione popolana a "Sboarina che sta in Brà" - che negli anni Ottanta simboleggiava in maniera beffarda tanto la sua presenza, fisica, nel centro del capoluogo veronese, quanto, al contempo, la centralità del suo potere - suona oggi come un epitaffio ad una carriera politica svoltasi quasi interamente nella città scaligera e nella relativa Provincia, senza alcuna effettiva incidenza a livello nazionale o internazionale.